# Parkinsonia glauca
Parkinsonia glauca є видом квіткових рослин з родини бобових. Ендемік Аргентини.
Вид зустрічається в природі в Аргентині, а саме в Андах, у сухому чако або на берегах річок. Цвіте Parkinsonia glauca з листопада по березень, а плодоносить з січня по березень.